# Turistická značená trasa 7238
 Turistická značená trasa 7238 je 1,5 km dlouhá žlutě značená trasa Klubu českých turistů v okrese Trutnov propojující turistické trasy mimo vrchol Dvorského lesa. Její převažující směr je jihovýchodní. Trasa se v celé délce nachází na území Krkonošského národního parku a vede v souběhu s Naučnou stezkou Rýchory.

## Průběh trasy
Počátek trasy 7238 se nachází na rozcestí v sedle Rýchorský kříž. Rozcestím prochází i červeně značená Cesta bratří Čapků z Pomezních Bud do Trutnova a zeleně značená trasa 4212 ze Svobody nad Úpou do Žacléře. Trasa 7238 vede nejprve v krátkém souběhu s Cestou bratří Čapků, poté se odklání na jihovýchod a vede lesem po pěšině přibližně kopírující vrstevnici 990 metrů k luční enklávě Sněžné Domky. Za ní pokračuje stejným způsobem do východního svahu Dvorského lesa, kde končí na rozcestí opět s Cestou bratří Čapků přicházející sem přes jeho vrchol.